# Đại bản doanh Bộ Tổng tư lệnh tối cao
Đại bản doanh Bộ Tổng tư lệnh tối cao (tiếng Nga: Ста́вка Верхо́вного главнокома́ндования, Stavka Verkhovnogo glavnokomandovaniya) hay Tổng hành dinh Bộ Tổng tư lệnh tối cao, còn được gọi tắt là Stavka VGK, SVGK hay đơn giản là Stavka (Ставка ВГК, СВГК, Ставка), là một cơ quan đặc biệt lãnh đạo chiến lược của Lực lượng vũ trang Liên Xô trong Chiến tranh Vệ quốc Vĩ đại.

## Lịch sử
Vào ngày 23 tháng 6 năm 1941, Tổng Hội đồng quân sự của Hồng quân đã bị bãi bỏ. Cùng ngày, theo nghị định của Hội đồng Dân ủy Liên Xô và Ban Chấp hành Trung ương Đảng Cộng sản Liên Xô số 825, Đại bản doanh Bộ Tổng tư lệnh của Lực lượng Vũ trang Liên Xô đã được thành lập. Nó bao gồm: S. K. Timoshenko (chủ tịch), G. K. Zhukov, I. V. Stalin, V. M. Molotov, K. E. Voroshilov, S. M. Budyonny, N. G. Kuznetsov.
Ngày 10 tháng 7 năm 1941 theo sắc lệnh của Ủy ban Quốc phòng Nhà nước liên quan đến việc thành lập Bộ Tổng tư lệnh chỉ đạo các hướng (Tây Bắc, Tây và Tây Nam), Đại bản doanh Bộ Tổng tư lệnh đã được chuyển đổi thành Đại bản doanh Bộ Tư lệnh tối cao. Stalin trở thành chủ tịch, và B.M. Shaposhnikov được bổ sung vào thành phần Đại bản doanh. Đến ngày 10 tháng 7 năm 1941, Đại bản doanh Bộ Tư lệnh tối cao lại được đổi tên thành Đại bản doanh Bộ Tổng tư lệnh tối cao.
Vào ngày 17 tháng 2 năm 1945, theo sắc lệnh của Ủy ban Quốc phòng Nhà nước (GOKO), thành phần của Đại bản doanh được xác định: I.V. Stalin (Tổng tư lệnh tối cao), G.K. Zhukov (Phó ủy viên nhân dân quốc phòng), A.M. Vasilevsky (phó Ủy viên nhân dân quốc phòng), A.I. Antonov, N.A. Bulganin, N.G. Kuznetsov.
Trong suốt cuộc chiến, trụ sở Đại bản doanh không rời Moskva. Các thành viên của Đại bản doanh tập trung làm việc tại văn phòng Kremlin của Stalin, nhưng với việc quân Đức ném bom Moskva, trụ sở Đại bản doanh chuyển từ điện Kremlin đến một biệt thự nhỏ ở số 37 đường Kirova, với các phòng ban và bộ phận liên lạc an toàn. Trong vụ đánh bom, công việc đã chuyển đến ga tàu điện ngầm Kirovskaya, nơi chuẩn bị một trung tâm chiến lược ngầm để điều khiển không quân.
Vào tháng 10 năm 1945, Stavka VGK bị bãi bỏ.

## Thành viên
|            | 23 tháng 6 năm 1941 - 10 tháng 7 năm 1941 | 10 tháng 7 năm 1941 - 17 tháng 2 năm 1945 | 17 tháng 2 năm 1945 - 3 tháng 8 năm 1945 |
| ---------- | ----------------------------------------- | ----------------------------------------- | ---------------------------------------- |
| Lãnh đạo   | Semyon Timoshenko                         | Iosif Stalin                              | Iosif Stalin                             |
| Thành viên | Iosif Stalin                              | Semyon Timoshenko                         | Aleksey Antonov                          |
|            | Georgy Zhukov                             | Georgy Zhukov                             | Georgy Zhukov                            |
|            | Semyon Budyonny                           | Semyon Budyonny                           | Aleksandr Vasilevsky                     |
|            | Kliment Voroshilov                        | Kliment Voroshilov                        | Nikolay Bulganin                         |
|            | Nikolay Kuznetsov                         | Boris Shaposhnikov                        | Nikolay Kuznetsov                        |
|            | Vyacheslav Molotov                        | Vyacheslav Molotov                        |                                          |

## Trụ sở
- Văn phòng Stalin ở Điện Kremli.
- Số 37 đường Kirova, Moskva[2][3][4][5]